# Зозуля велика
Зозу́ля велика (Hierococcyx sparverioides) — вид зозулеподібних птахів родини зозулевих (Cuculidae). Мешкає в Гімалаях, Східній і Південно-Східній Азії. Острівна зозуля раніше вважалася підвидом великої зозулі.

## Опис

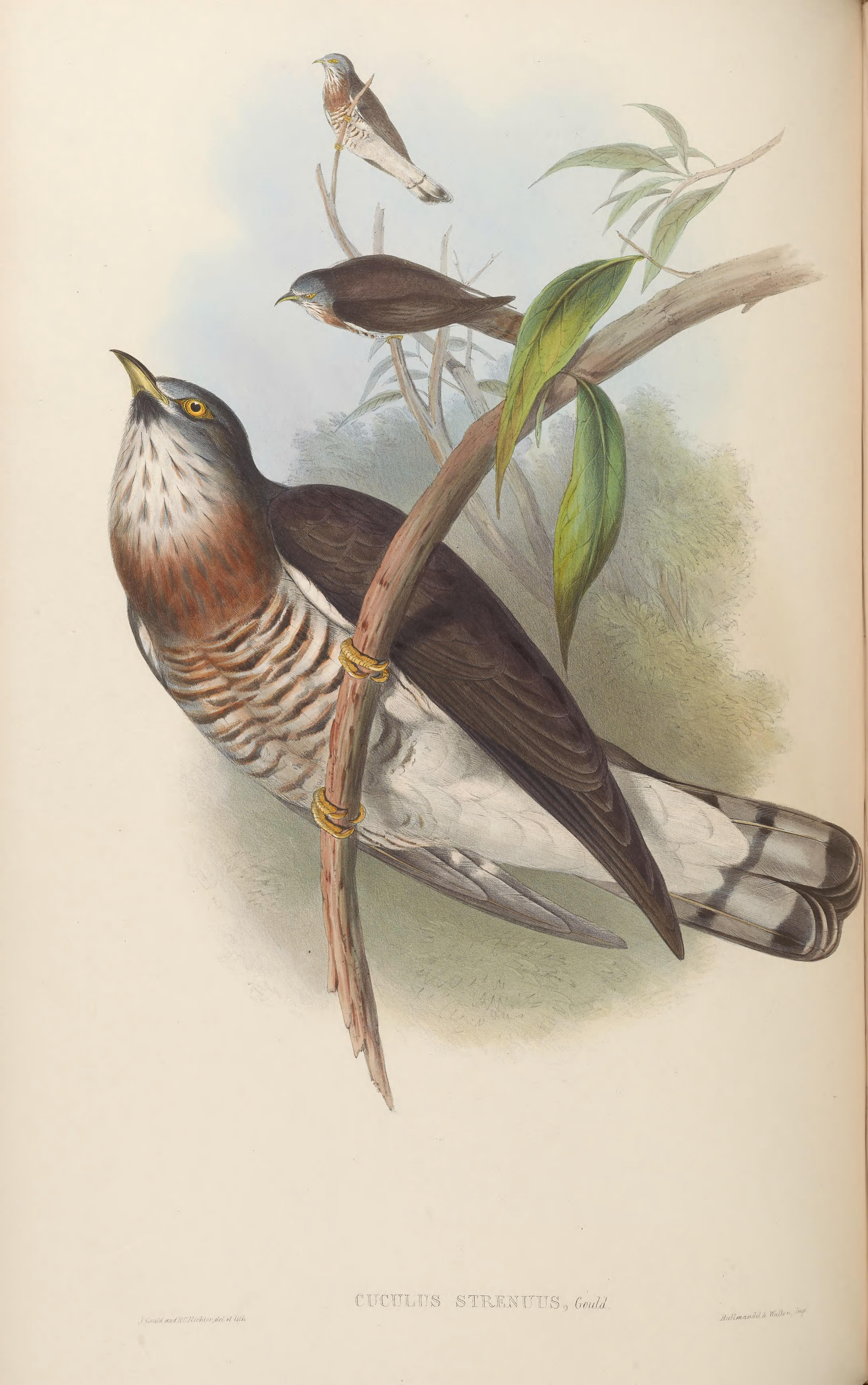
Велика зозуля

Довжина птаха становить 38 см. Верхня частина тіла коричнева, голова і шия попелясто-сірі. На хвості коричнево-сірі і чорні смуги. Підборіддя чорне, горло біле, груди рудуваті, горло і груди поцятковані темними смужками. Живіт білий, поцяткований чорними смугами. Навколо очей жовті кільця. У молодих птахів верхня частина тіла поцяткована рудими і коричневими смужками, лоб сірий, шия біла, на хвості руді і чорні смуги. Нижня частина тіла поцяткована чорними плямками.

## Поширення і екологія
Великі зозулі гніздяться в Гімалаях, материковій Південно-Східній Азії, на Тайвані та в Китаї на північ до Хебею. Взимку гімалайські популяції мігрують в долини та на південь Індії, а китайські популяції мігрують до Індокитаю, на Андаманські, Великі та Малі Зондські острови та на Філіппіни. Популяції північного Індокитаю та Хайнаню не мігрують. Бродячу малу зозулю спостерігали на острові Різдва.
Великі зозулі живуть в помірних, тропічних і мангрових лісах, в рідколіссях, садах і на плантаціях. Зустрічаються на висоті від 900 до 2700 м над рівнем моря в Індії та на висоті до 3000 м над рівнем моря в Непалі.

## Поведінка
Великі зозулі живляться переважно комахами, зокрема гусінню, а також ягодами. Їм притаманний гніздовий паразитизм. Вони підкладають яйця в гнізда багатьох видів птахів, зокрема чагарниць, великих аренг, квічалів, сибій, смугастих павуколовів та інших. Сезон розмноження в Гімалаях триває в липні-червні, в Ассамі з квітня по червень.